# Список ботаников-систематиков/N

Список начинающихся на букву N обозначений имён ботаников, которые используются при цитировании научных (латинских) биноминальных названий растений.
Международный кодекс ботанической номенклатуры (МКБН) рекомендует в публикациях на ботанические темы, особенно если они касаются таксономии и номенклатуры, указывать авторов названий таксонов. Указание авторов названий таксонов следует выполнять в соответствии с правилами и советами, приведёнными в МКБН. В частности, в МКБН дана рекомендация использовать при цитировании авторов таксонов опубликованную в 1992 году книгу Браммита и Пауэлл Authors of plant names с уточнениями и дополнениями, соответствующими сведениям из баз данных International Plant Names Index и Index Fungorum.
Список обозначений содержит:
- стандартную форму обозначения,
- имя на русском языке (если известно),
- имя на родном языке персоны (или на английском),
- год рождения или годы жизни; в некоторых случаях дан год первой публикации (пометка fl.), в которой использовано данное обозначение.

## Список
- N.A.Ivanova — N.A. Ivanova, 1893—1942
- N.Busch — Буш, Николай Адольфович (1869—1941)
- N.D.Atwood — Этвуд, Нефи Дуэйн (англ. Nephi Duane Atwood, 1938—)
- N.E.Br. — Браун, Николас Эдвард (англ. Nicholas Edward Brown, 1849—1934)
- N.F.Kom. — Комаров, Николай Фёдорович (1901—1942)
- N.H.Holmgren — Noel Herman Holmgren, 1937—[1]
- N.P.Taylor — Тэйлор, Найджел Пол (англ. Nigel Paul Taylor, 1956—)
- N.T.Burb. — Nancy Tyson Burbidge, 1912—1977
- N.T.Sauss. — Соссюр, Никола Теодор де (фр. Nicolas Théodore de Saussure, 1767—1845)
- N.Taylor — Norman Taylor, 1883—1967
- N.Ulziykh. — Nadmidyn Ulziykhutag, fl. 1987
- N.W.Simmonds — Norman Willison Simmonds, 1922—
- N.W.Zinger — Цингер, Николай Васильевич (1865—1923)[2]
- Nábělek — František Nábělek, 1884—1965[3]
- Nagas. — Eiji Nagasawa, 1948—
- Nägeli — Негели, Карл Вильгельм фон (нем. Carl Wilhelm von Nägeli, 1817—1891)
- Nakai — Накаи, Такэносин (яп. 中井 猛之進, англ. Takenoshin Nakai, 1882—1952)
- Nannf. — Наннфельдт, Юхан Аксель (швед. Johan Axel Frithiof Nannfeldt, 1904—1985)
- Nash — Нэш, Джордж Валентин (англ. George Valentine Nash, 1864—1921)
- Nasir — Eugene Nasir, 1908—1991
- Nath. — Натгорст, Альфред Габриель (швед. Alfred Gabriel Nathorst, 1850—1921)
- Naudin — Ноден, Шарль Виктор (фр. Charles Victor Naudin, 1815—1899)[4]
- Naumov — Наумов, Николай Александрович (учёный) (1888—1959)
- Nazim. — S. Nazimuddin, fl. 1981
- Neck. — Неккер, Ноэль Жозеф де (фр. Noel Martin Joseph de Necker, 1730—1793)
- Née — Luis Née, 1734—1801[5]
- Nees — Нес фон Эзенбек, Христиан Готфрид Даниэль (нем. Christian Gottfried Daniel Nees von Esenbeck, 1776—1858)
- Nejburg — Нейбург, Мария Фёдоровна (1894—1962)
- Neilr. — August Neilreich, 1803—1871
- Nemoto — Kwanji Nemoto, 1860—1936
- Ness — Helge Ness, 1861—1928
- Nessel — Hermann Nessel, 1877—1949
- Nesselh. — Rudolf Nesselhauf
- Neudecker — Tilman Neudecker, fl. 1993
- Neumann — Неманн, Жозеф Анри Франсуа (фр. Joseph Henri François Neumann, 1800—1858)
- Nevárez — Manuel Nevárez, 1966—[6]
- Nevski — Невский, Сергей Арсеньевич (1908—1938)
- Newb. — Ньюберри, Джон Стронг (англ. John Strong Newberry, 1822—1892)
- Newman — Ньюман, Эдуард (англ. Edward Newman, 1801—1876)
- Nicolson — Николсон, Дэн Генри (англ. Dan Henry Nicolson, 1933—)
- Niebuhr — Нибур, Карстен (нем. Carsten Niebuhr, 1733—1815)
- Nied. — Ниденцу, Франц Йозеф (нем. Franz Josef Niedenzu, 1857—1937)
- Nielsen — Peter Nielsen (da:Peter Nielsen (botaniker), 1829—1897)
- Nieuwl. — Ньюленд, Джулиус Артур (англ. Julius Arthur Nieuwland, 1878—1936)
- Nimmo — Ниммо, Джозеф (англ. Joseph Nimmo, —1854)
- Nishikawa — Tsunehiko Nishikawa
- Nixon — Никсон, Кевин Кларк (es:Kevin C. Nixon, 1959—)
- Nocca — Нокка, Доменико (итал. Domenico Nocca, 1758—1841)
- Nodder — Ноддер, Фредерик Полидор (англ. Frederick Polydore Nodder, 1770—1800)
- Noë — Ноэ, Фридрих Вильгельм (нем. Friedrich Wilhelm Noë, 1730—1793)[7]
- Nord. — Sten Roland Nordenstam, 1892—
- Nordensk. — Норденшельд, Адольф Эрик (швед. Nils Adolf Erik Nordenskiöld, 1832—1901)
- Nordh. — Нордхаген, Рольф (норв. Rolf Nordhagen, 1894—1979)
- Nordm. — Нордман, Александр фон (фин. Alexander von Nordmann, 1803—1866)
- Norl. — wikispecies:Nils Tycho Norlindh, 1906—1995
- Norton — wikispecies:John Bitting Smith Norton, 1872—1966
- Novikov — Новиков, Владимир Сергеевич (1940—)
- Novopokr. — Новопокровский, Иван Васильевич (1880—1951)
- Nutt. — Наттолл, Томас (англ. Thomas Nuttall, 1786—1859)
- Nyl. — Нюландер, Вильям (лихенолог) (фин. William Nylander, 1822—1899)
- Nyman — Нюман, Карл Фредрик (швед. Carl Fredrik Nyman, 1820—1893)

### Комментарии
1. ↑  Другой вариант обозначения: N.Holmgren
2. ↑  Вариант написания: N.Zing.
3. ↑  Вариант написания: Nabelek
4. ↑  Другое обозначение: Naud.
5. ↑  Другой вариант обозначения: Nee
6. ↑  Другой вариант обозначения:Nevarez
7. ↑  Также могут использоваться обозначения «Noé» и «Noe»